# Bovisio-Masciago
Bovisio-Masciago es una localidad y comune italiana de la provincia de Monza y Brianza, región de Lombardía, con 16.657 habitantes.

## Evolución demográfica
| Gráfica de evolución demográfica de Bovisio-Masciago entre 1861 y 2001 |
|                                                                        |
| Fuente ISTAT - elaboración gráfica de Wikipedia                        |